# Nacaduba asaga
Nacaduba asaga är en fjärilsart som beskrevs av Hans Fruhstorfer 1916. Nacaduba asaga ingår i släktet Nacaduba och familjen juvelvingar. Inga underarter finns listade i Catalogue of Life.